# المؤسسة الدولية لاستدامة الأغذية البحرية
تأسست المؤسسة الدولية لاستدامة الأغذية البحرية (آي إس إس إف) في عام 2009، كشراكة عالمية غير ربحية، بين صناعات التونة والعلماء والصندوق العالمي للطبيعة. تشير مجموعة أصحاب المصالح المتعددين إلى أن مهمتها القيام بمبادرات قائمة على العلم من أجل الحفاظ على مخازن التونة على المدى الطويل والاستخدام المستدام لها، والحد من الصيد العرضي وتعزيز صحة النظام البيئي. تعدّ المنظمات الإقليمية لإدارة مصايد الأسماك (إر إف إم أوز) مسؤولة بشكل أساسي عن إدارة مخزون التونة في العالم (التونة الوثابة، وتونة الزعانف الصفراء، والتونة البيضاء) وهي الأنواع الأكثر شيوعًا، والتي تُعالج لمنتجات التونة المعلبة والممتدة الصلاحية، ولكن غالبًا ما تسمح إجراءاتها البرلمانية بالاقتصاد قصير الأجل والمصالح السياسية للدول، لمنع اتخاذ تدابير مستدامة. تعمل المؤسسة الدولية لاستدامة الأغذية البحرية على ضمان تطبيق ممارسات الإدارة الدولية الفعالة للحفاظ على صحة جميع مخزونات التونة.
على الرغم من عدم انخراط المؤسسة الدولية لاستدامة الأغذية البحرية بشكل عام في قطاع صناعة تونة الزعانف الزرقاء، المزودة الأولى لسوق الساشيمي، أصدر مجلس الإدارة بيانًا يدعو للقلق، ويحث على اعتماد سياسات تدعم الإدارة السليمة لتونة الزعانف الزرقاء في المحيط الأطلسي، أحد أكثر مخزونات التونة عرضة للخطر، وتشمل الآن مجموعات التونة ذات الزعانف الزرقاء في تقارير حالة المخزونات في المؤسسة.

## الهدف
توفر المؤسسة الدولية لاستدامة الأغذية البحرية لمنظمات إدارة مصايد الأسماك الإقليمية توصيات علمية للمساعدة في تعزيز ممارسات صيد سمك التونة التي تحافظ على إنتاجية وصحة المحيطات (مثل لتونة الوثابة، وتونة الزعانف الصفراء، والتونة البيضاء). تساعد المؤسسة الدولية لاستدامة الأغذية البحرية أيضًا الدول على مكافحة الصيد غير القانوني وغير المنظم ومراقبته، وهي مشكلة عالمية يمكن أن تلحق الضرر بالنظم البيئية البحرية وتعرض المخزون السمكي في المستقبل للخطر.

## تدابير الحفاظ
اعتمدت المؤسسة الدولية لاستدامة الأغذية البحرية تدابير الحفظ بموجب مبدأ الحوكمة:
- العمل مع المنظمات الإقليمية لإدارة مصائد الأسماك لتحقيق أهدافها في حفظ مخازن التونة وأنظمتها البيئية.
- استخدام العلم السليم لتحقيق أقصى قدر من الغلة المستدامة من مخازن التونة المستهدفة.
- السعي للقضاء على الصيد غير القانوني وغير المنظم وغير المبلغ عنه لسمك التونة.
- توفير الصحة والعناية بالنظام البيئي البحري.
- تسهيل استخدام النهج التحوطي.
- تقليل الفاقد والمرتجع والمصيد العرضي والمعدات المهجورة.
- جمع البيانات وتبادلها، لتعزيز فهم علمي أفضل لمخزون التونة.
- دعم برامج الشهادات التي توافي مبادئ العنونة البيئية لعام 2005، والصادرة عن منظمة الأمم المتحدة للأغذية والزراعة.[4]

## الممارسات

### حالة مصايد أسماك التونة في العالم
تنشر المؤسسة تقريرًا سنويًا يسمى حالة مصايد أسماك التونة في العالم، والذي يجمع أحدث المعارف العلمية لتحديد صحة التسعة عشر مخزون من التونة، والتي تدعم الصيد التجاري. أُصدرت أحدث نسخة من التقييم في ديسمبر 2012.
أصدرت المؤسسة الدولية لاستدامة الأغذية البحرية في عام 2010، خطتها الاستراتيجية مع ثلاثة خطوط منهجية متميزة للحفاظ على مخازن التونة واستدامتها، منها العلوم التطبيقية والمناصرة وإجراءات السوق المباشرة. تُطبّق هذه النهج على ستة مجالات من الجهود المركزة: إدارة سعة الصيد، وتخفيف الصيد العرضي، والقضاء على الصيد غير القانوني وغير المبلغ عنه وغير المنظم (آي يو يو)، وتوسيع دعم البيانات، وتحسين أداء الصناعة من خلال الرصد والمراقبة والإشراف (إم سي إس)، وتحسين صحة مخزون التونة بشكل عام.

### سجل السفن الاستباقي
أُنشئ سجل السفن الاستباقي (بّي في أر) التابع للمؤسسة الدولية لاستدامة الأغذية البحرية أواخر عام 2012، وصُمم لتوفير معلومات مصدقة من طرف ثالث حول الخطوات الإيجابية التي تتخذها سفن الصيد لتحسين ممارسات الصيد المسؤولة. يحدد سجل السفن الاستباقي أكثر من 25 التزامًا من التزامات المؤسسة الدولية لاستدامة الأغذية البحرية والتي تبنتها كل سفينة، بما في ذلك تنفيذ استراتيجيات لزيادة شفافية سلسلة التوريد، وتوفير بيانات كاملة عن الصيد لهيئات الإدارة والتعليم المستمر في أفضل الممارسات التي تقلل من تأثير الصيد على البيئة البحرية الكبرى.